# Макаровский (Урюпинский район)
Макаровский — хутор в Урюпинском районе Волгоградской области России, в составе Россошинского сельского поселения.
Население — 4 (2010)

## История
Дата основания не установлена. Первоначально известен как хутор Нижне-Подсинский (позднее — Нижне-Подсосенский). Хутор относился к юрту станицы Тепикинской Хопёрского округа Земли Войска Донского. В 1859 году на хуторе Нижне-Подсинском проживало 48 мужчин и 58 женщин. Большинство населения было неграмотным: согласно переписи населения 1897 года на хуторе Макаров (он же Нижне-Подсосенский) проживало 153 мужчины и 134 женщины, из них грамотных: мужчин — 13, женщин — нет.
Согласно алфавитному списку населённых мест Области Войска Донского 1915 года земельный надел хутора составлял 1274 десятины, проживали 181 мужчина и 168 женщин.
В 1921 году в составе Хопёрского округа хутор был передан Царицынской губернии. С 1928 года — в составе Урюпинского района Хопёрского округа (упразднён в 1930 году) Нижне-Волжского края (с 1934 года — Сталинградского края. В 1935 году передан в состав Добринского района Сталинградского края (с 1936 года Сталинградской области, с 1954 по 1957 год район входил в состав Балашовской области). В 1963 году в связи с упразднением Добринского района хутор вновь передан в состав Урюпинского района.

## География
Хутор находится в луговой степи, в пределах Калачской возвышенности, являющейся частью Восточно-Европейской равнины, при балке Подсинской, между хуторами Подсосенский и Брянский. Центр хутора расположен на высоте около 100 метров над уровнем моря. По балке Подсинской и прилегающей к ней балкам второго порядка сохранились байрачные леса. Почвы — чернозёмы обыкновенные.
По автомобильным дорогам расстояние до административного центра сельского поселения хутора Россошинский составляет 4,8 км, районного центра города Урюпинска — 35 км, до областного центра города Волгоград — 370 км.
Часовой пояс
Макаровский, как и вся Волгоградская область, находится в часовой зоне МСК (московское время). Смещение применяемого времени относительно UTC составляет +3:00.

## Население
Динамика численности населения по годам:
| 1859 | 1873 | 1897 | 1915 | 2002 |
| ---- | ---- | ---- | ---- | ---- |
| 106  | 218  | 287  | 349  | 9    |

| 2010 |
| ---- |
| 4    |